# ПУ-12М6
ПУ-12М6 (Індекс ГРАУ — 9С482М6) — російський пересувний пункт управління підрозділів ППО (батарейний командирський пункт). Є продовженням сімейства рухомих пунктів управління ПУ-12.

## Опис конструкції
ПУ-12М6 забезпечує управління засобами ППО ближньої та середньої дальності, в число яких входять бойові машини ЗРК 9К31 «Стріла-1», 9К31 «Стріла-10С», 9К33М3 «Оса-АКМ», а також ЗСУ-23-4 «Шилка». Крім того ПУ-12М6 може сполучатися з однією РЛС, що має аналоговий вихід.
У приладовий склад машини входить наступна апаратура:
1. Апаратура навігації і орієнтування;
2. АСПДУ (автоматична система передачі даних удосконалена);
3. Засоби сполучення з РЛС;
4. Обладнання зв'язку;
5. Прилади нічного бачення;
6. Комплекс обладнання щодо оповіщення про радіаційне та хімічне зараження місцевості;
7. Комплект запасних частин.

У перелік основних можливостей ПУ-12М6 входять:
1. Можливість роботи по 5 радіо і 5 телефонних каналах;
2. Сполучення РЛС з аналоговим виходом;
3. Обмін РЛІ з вогневими засобами;
4. Висока перешкодостійкість;
5. Можливість роботи від різних джерел живлення;
6. Раннє оповіщення про низьколітаючі повітряні цілі;
7. Отримання інформації про статус підлеглих вогневих засобів;
8. Видача адресних цілевказівок.

## Модифікації

### 9С482М7 (ПУ-12М7)
Перший дослідний зразок машини 9С482М7 був продемонстрований у 2007 році на міжнародній авіакосмічній виставці МАКС-2007 в Жуковському. ПУ-12М7 є наступною модифікацією пересувного пункту управління ПУ-12М6. Основною відмінністю від базового варіанту є наявність більш сучасного устаткування, що дозволяє більш ефективно вирішувати бойові завдання.
Завдяки новому приладовому складу була збільшена дальність передачі інформації по радіоканалу до 40 км, а також з'явилася можливість сполучення з РЛС по телекодовому каналу для отримання інформації про повітряну обстановку.

Виготовляється на ВАТ «Радіозавод» (Пенза).